# Michele Hicks
Michele Hicks (Essex County, Nueva Jersey; 4 de junio de 1973) es una actriz estadounidense y exmodelo que ha trabajado tanto en cine y televisión. En la televisión, las apariciones de Hicks incluyen Law & Order: Criminal Intent, Law & Order: Special Victims Unit, CSI: NY, Cold Case, The Shield y Heist. Ella también apareció en el video musical de la canción "Letting the Cables Sleep" de Bush, que fue dirigido por Joel Schumacher.
Además de actuar, Hicks es el dueña de un gimnasio de pilates, y cuenta con un cinturón azul en Jiu-jitsu brasileño a partir de 2008. En julio de 2008, se casó en Malibu California con el actor británico Jonny Lee Miller, el cual había estado casado ya con Angelina Jolie. En el momento del matrimonio, Hicks estaba embarazada de cuatro meses. Su hijo, Buster Timothy Miller, nació el 3 de diciembre de 2008 en Los Ángeles, California, Estados Unidos.

## Filmografía
- Twin Falls Idaho
- Everything Put Together
- Ropewalk
- The Shield
- Deadly Little Secrets
- Mulholland Drive
- Northfork
- New York Stories
- Distress
- Messengers
- What We Do Is Secret
- The Adventures of Beatle